# Pavlo Klimkine
Pavlo Anatoliïovytch Klimkine (en ukrainien : Павло Анатолійович Клімкін), né le 25 décembre 1967 à Koursk (URSS, actuellement en Russie), est un diplomate et une personnalité politique ukrainienne. Du 19 juin 2014 au 29 août 2019, il est ministre des Affaires étrangères de l'Ukraine dans les gouvernements Iatseniouk I, Iatseniouk II et Hroïsman.

## Formation et carrière politique

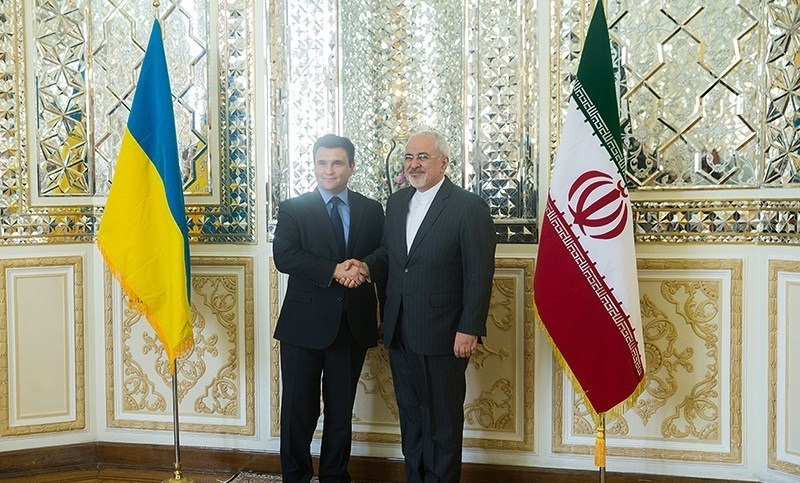
Rencontre entre les ministres des affaires étrangères Mohammad Javad Zarif, Iran et Pavlo Klimkine, Ukraine.

Klimkine est diplômé en physique et en mathématiques appliquées du département de physique et d'exploration aérospatiale de l'Institut de physique et de technologie de Moscou en 1991. Par la suite il a été, jusqu'en 1993, chercheur associé à l'institut Paton de soudure électrique de l’Académie nationale des sciences d'Ukraine.
Klimkine entame sa carrière diplomatique en 1993-1996 dans le département du contrôle des armements et du désarmement du ministère ukrainien des Affaires étrangères. De 1997 à 2000, il a été secrétaire de l'ambassadeur d'Ukraine en Allemagne chargé des questions politiques scientifiques et techniques.
Après de nouvelles activités au sein du ministère des Affaires étrangères à Kiev, où il était entre autres chargé de la sécurité de l'énergie nucléaire et de l'intégration européenne depuis 2000, Klimkine devient à la mi-2004 conseiller et ambassadeur adjoint à l'ambassade d'Ukraine au Royaume-Uni. Il a ensuite dirigé le Département de l'UE au ministère des Affaires étrangères de l'Ukraine ; d’avril 2011 à juin 2012, il a été ministre adjoint des Affaires étrangères de l'Ukraine. En juin 2012, il est ambassadeur d'Ukraine auprès de la République fédérale d'Allemagne.
Le 19 juin 2014, il est nommé ministre des Affaires étrangères. Le 20 mai 2019, après l'entrée en fonction du nouveau président Volodymyr Zelensky, il présente sa démission.

## Vie privée
Klimkine est marié et a deux fils.

### Sources
- Le Parlement ukrainien approuve le nouveau ministre des Affaires étrangères
- Pawlo Klimkin – Botschaft der Ukraine in der Bundesrepublik Deutschland